# Rudolf Kabel

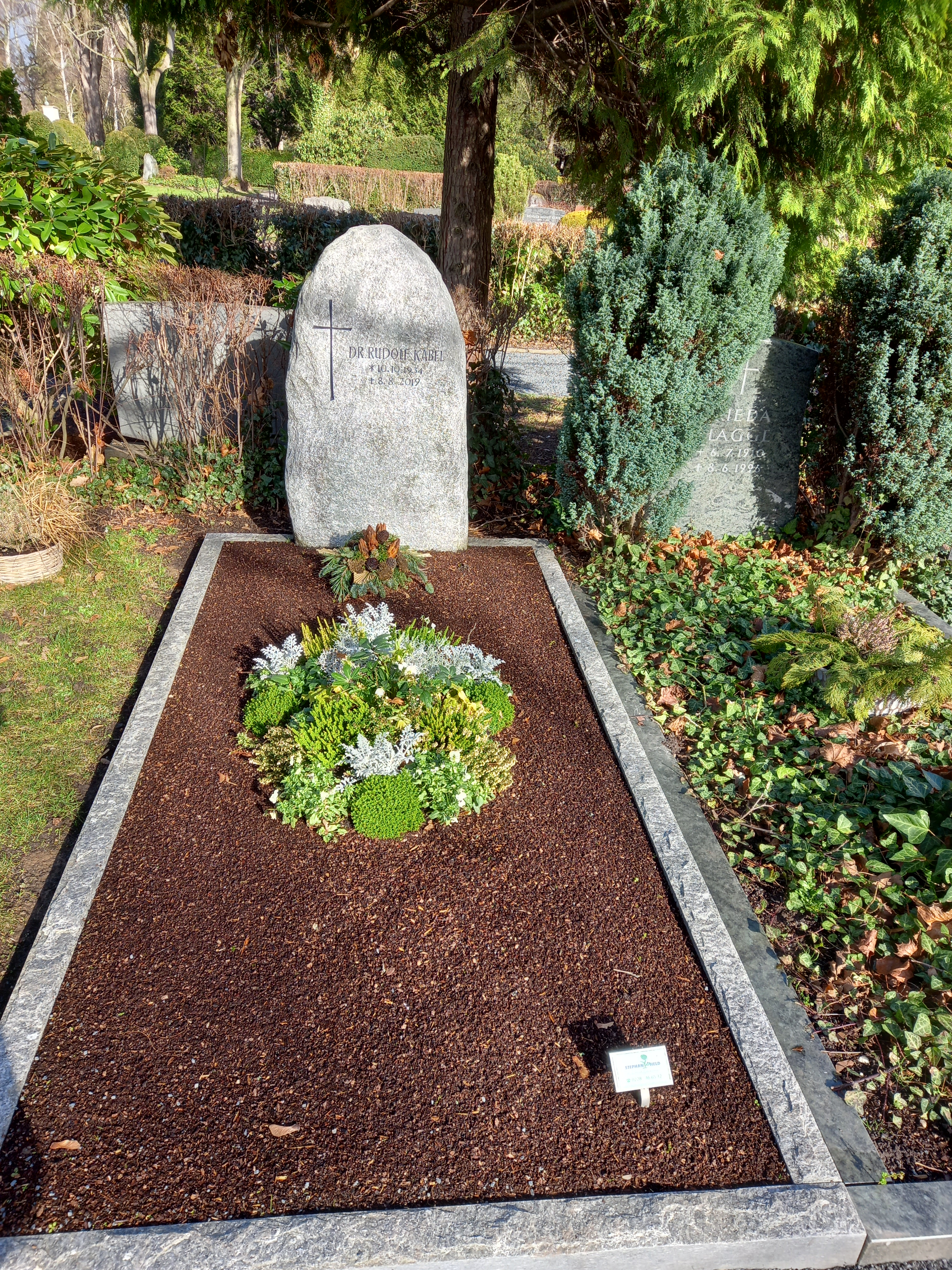
Das Grab von Rudolf Kabel auf dem Zentralfriedhof Bad Godesberg in Bonn

Rudolf Kabel (* 10. Oktober 1934 in Hamburg; † 8. August 2019 in Bonn) war ein deutscher Verwaltungsjurist. Er war von 1991 bis 1998 Direktor beim Deutschen Bundestag.

## Leben
Kabel studierte im Anschluss an das Abitur am Johanneum ab 1954 Rechtswissenschaften in Hamburg. Nach dem ersten Juristischen Staatsexamen 1958, Referendarausbildung in Hamburg, Berlin und Bonn und zweitem juristischen Staatsexamen 1963 in Hamburg wurde er 1967 zum Thema „Das Problem des interzonalen Strafrechts bei Gewaltakten an der Demarkationslinie“ an der Universität Hamburg promoviert.
Von 1955 bis 2013 Mitglied der CDU, war er 1964 zunächst Referent bei der CDU-Fraktion in der Hamburger Bürgerschaft.
Im gleichen Jahr trat er als Sekretär des Verteidigungsausschusses in die Verwaltung des Deutschen Bundestages ein. Ab 1966 war er als Rechtsberater und Wehrdisziplinaranwalt bei der Bundeswehr in Neumünster tätig, anschließend ab 1968 Referent im Büro des Bundesministers für Vertriebene, Flüchtlinge und Kriegsgeschädigte, Kai-Uwe von Hassel. Nach dessen Wahl zum Präsidenten des Deutschen Bundestages war Kabel zunächst ab 1969 dessen persönlicher Referent. Anschließend übernahm er verschiedene Leitungsfunktionen in der Bundestagsverwaltung, ab 1970 als Büroleiter des Bundestagsdirektors Helmut Schellknecht, ab 1973 als Leiter des Parlamentssekretariats und von 1975 an als Sekretariatsleiter des Bundestags-Sonderausschusses für die Diätenreform.
Von 1977 an leitete er zwölf Jahre lang das Büro der CDU/CSU-Fraktion im Deutschen Bundestag. Anschließend leitete er zwischen 1989 und 1991 die Zentralabteilung im Bundeskanzleramt in Bonn und war gleichzeitig Leiter der Außenstelle Berlin des Bundeskanzleramts.
Am 1. Juli 1991, wenige Tage nach dem Beschluss des Deutschen Bundestages zum Umzug von Bonn nach Berlin, wurde er von der damaligen Bundestagspräsidentin Rita Süssmuth zum Direktor beim Deutschen Bundestag ernannt. In dieser Funktion leitete er im Auftrag der Präsidentin die Bundestagsverwaltung, eine oberste Bundesbehörde mit mehr als 2500 Beschäftigten. Insbesondere die Vorbereitung des Parlamentsumzuges prägte seine Amtszeit als Direktor. Mit Ablauf des Oktobers 1998 trat Kabel in den Ruhestand. Sein Nachfolger wurde Peter Eickenboom.
Kabel war verheiratet und hatte zwei Kinder.

## Veröffentlichungen
- Die Militarisierung der sowjetischen Besatzungszone Deutschlands: Bericht u. Dokumentation, Bonn ; Berlin : Bundesministerium f. Gesamtdt. Fragen – Bonn : Deutscher Bundes-Verl., 1966.
- Das Problem des interzonalen Strafrechts bei Gewaltakten an der Demarkationslinie, 1967, Hamburg, Rechtswiss. F., Diss. v. 25. Aug. 1967.